# NGC 5969
NGC 5969 é uma galáxia elíptica (E-S0) localizada na direcção da constelação de Draco. Possui uma declinação de +56° 27' 05" e uma ascensão recta de 15 horas, 34 minutos e 50,9 segundos.
A galáxia NGC 5969 foi descoberta em 5 de Agosto de 1885 por Lewis A. Swift.